# Sant Genís de l'Ametlla
Sant Genís de l'Ametlla és una església parroquial de l'Ametlla del Vallès (Vallès Oriental) catalogada com a bé cultural d'interès local. D'origen romànic, va ser el nucli fundacional de l'actual municipi al segle x i ampliada en estil barroc al segle xvii. En l'actualitat, s'hi practica culte regularment i en depenen eclesiàsticament, el Santuari de Puiggraciós, l'ermita de Sant Nicolau i l'ermita de Sant Bartomeu de Mont-ras.

## Història
A començaments del segle x Emma, abadessa de Sant Joan de les Abadesses i filla del comte de Barcelona Guifré el Pilós i de Guinidilda, comandava la senyoria de l'Ametlla. L'any 906 fou present en un sínode celebrat a Barcelona presidit per l'arquebisbe de Narbona Arnust. Emma, a través dels seus representants, demanà a favor seu la confirmació de l'església de Sant Genís, situada a la població de l'Ametlla (en el document anomenada amb el nom llatinitzat, Amigdala). Sens dubte, es devia tractar d'una comunitat rural visigòtica, que devia tenir la seva corresponent església.
El 932 se'n té constància formal de l'existència com a parròquia. El bisbe de Barcelona Teodoric consagra solemnement l'església i la dedica al màrtir Sant Genís de Roma. A l'Arxiu de la Corona d'Aragó es conserva el pergamí que conté l'acta d'aquest històric esdeveniment, que comença així: «L'any nou-cents trenta-u de l'encarnació del Senyor, cinquena indicció, any nou-cents setanta de l'era, l'il·lustre baró anomenat Teodoric, per la gràcia de Déu bisbe de la seu de la santa església de Barcelona, vingué al Comtat de Barcelona, a la vila anomenada l'Ametlla, a l'església que hi ha en aquest lloc, per consagrar l'església abans esmentada dedicada a Sant Genís màrtir, atenent els precs de la molt pietosa Emma, abadessa per la misericòrdia de Déu i dels parroquians que s'anomenen així: Sunyer, Simplici, Undilà, Emma, Valeri, Mirabili Jeremies, Graciós, prevere, Passerella, Amat, Vidal, Ataülf i Argemir. »(traducció de l'acta original, en llatí). A l'acta parla de l'any 931, però els càlculs fets modernament sobre les datacions medievals fan veure que es tractava d'un any més tard del que diu el document.
L'any 1123 l'arquebisbe de Tarragona i administrador apostòlic del bisbat de Barcelona Oleguer de Barcelona consagrava una nova església parroquial dedicada a sant Genís. D'aquella primitiva església romànica només queda un pany de mur, situat a la cara sud de l'edifici actual, amb dues finestres de doble esqueixada amb arcs de mig punt. Aquesta església parroquial fou sempre de lliure col·lació del bisbe. El 1202, el rector de Sant Genís, mossèn Guerau, adquirí els drets de l'aigua del torrent del Barder des de la matinada del dimarts a la del dimecres de cada setmana, dret que es mantingué intacte fins al 1947, i que després fou bescanviat pel dret de tenir 7 plomes d'aigua diàries, que manté des d'aleshores.
Al segle xv (visites pastorals de 1413 i 1421), consta que la parròquia té 26 focs, i que les càrregues que havia de sostenir pujaven a 150 sous i 4 diners, entre el delme, la visita pastoral i el sínode episcopal. Des de l'any 1619 hi ha dos patrons a la parròquia, per concessió del bisbe de Barcelona de l'època, Joan de Montcada i Gralla. Aquests dos patrons són tots dos Sant Genís: Sant Genís de Roma, que era actor, i Sant Genís d'Arle, notari.

### Ampliació barroca
El 8 de maig de 1681 es va col·locar la primera pedra del nou temple sobre l'antiga església. El temple fou acabat el 1691. Mn. Joan Santmartí era el rector; ell fou l'artífex del temple i de la rectoria. Els encarregats de l'obra eren Pere Cases, mestre d'obres, i Rafael Serra, picapedrer, ambdós de Vic. La pedra la devien portar de Puig-Llunell o de Santa Creu. Per ampliar suficientment el temple s'hagué de compra l'hort que hi havia junt a l'església romànica, propietat de Jaume Antoja.

### Guerra Civil
El juliol del 1936, a l'esclat de la Guerra Civil, l'església fou cremada i va perdre tots els antics altars i les imatges; només se'n va salvar l'estructura, una pica baptismal del segle xvi i una notable col·lecció de peces d'orfebreria. Una hàbil maniobra de l'Ajuntament evità que el temple fos incendiat per part d'un escamot revolucionari foraster, al·legant que ja s'havia destinat l'edifici al Sindicat Agrícola de Rabassaires. Malgrat tot, van destrossar les imatges i els ornaments de l'església. També van derruir l'altar major amb el seu retaule d'estil neoclàssic. D'aquella desfeta només se salvà la pica baptismal, que data del segle xvi, així com unes peces d'orfebreria, gràcies a la ràpida actuació d'uns honrats vilatans que van poder retirar-les oportunament i guardar-les en lloc segur. Una acció similar es va dur a terme amb les escultures del portal, a les quals se'ls va tallar, i guardar, el cap per desanimar als revolucionaris de destruir els símbols religiosos. Acabat el conflicte, es feu una reforma exterior i interior del temple, recuperant els caps dels sants. Es va transformar l'escalinata modernista d'entrada al temple i es modificà l'estructura del campanar.

### Milcentenari

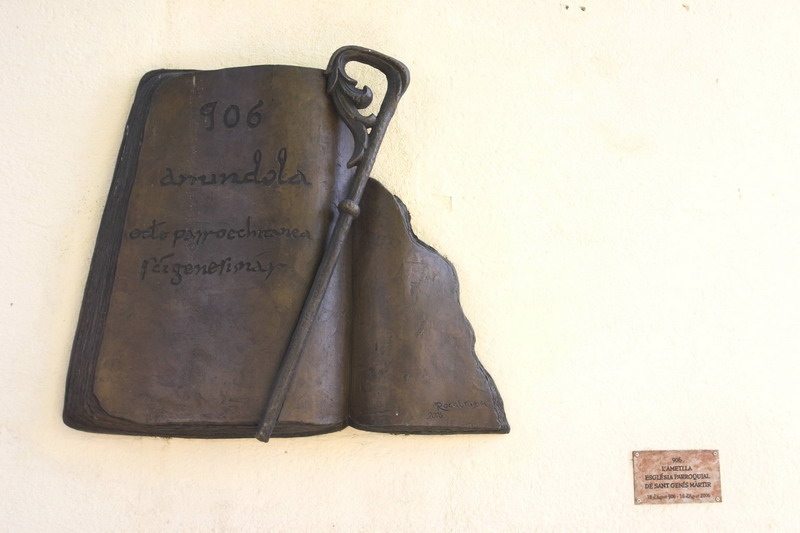
Placa commemorativa del 1100 aniversari, a la façana de Sant Genís

L'any 2006 es compliren 1.100 anys de l'origen de la parròquia, motiu pel qual s'organitzaren diferents actes commemoratius. El dia 25 d'agost, després d'un ofici solemne presidit pel bisbe Josep Àngel Saiz Meneses i amb l'assistència de les autoritats municipals s'inaugurà un mural al·legòric de bronze, afixat a la cara de ponent del campanar. És una obra de Miquel Rocabruna, que simbolitza el document on es fa referència a l'esglesiola que hi havia al territori anomenat Amindola i el bàcul de l'abadessa Emma, deixant així constància de la celebració del milcentenari.

## Arquitectura

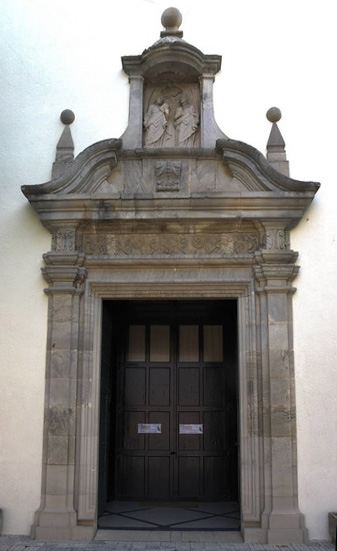
Portal de Sant Genís de l'Ametlla

Està situada al nucli històric de la vila i dedicada a Sant Genís de Roma i Sant Genís d'Arle. L'estructura actual correspon a l'ampliació del 1679-1692, d'estil barroc. Té un cos rectangular amb tres naus, sense transsepte. La central acaba en un absis semicircular. La nau lateral sud té una petita capella lateral i, a continuació, el vestigi de mur romànic original. La nau lateral nord dona accés a tres capelles laterals. Als costats de l'entrada hi ha el baptisteri al nord i l'escala d'accés al cor i al campanar al sud. El cor ocupa el sostre del baptisteri i de la zona d'accés posterior al portal.

### Temple romànic
L'església té planta de tipus basilical. L'absis, semicircular, és cobert amb volta de canó i un petit cos amb volta de llunetes. Està pintada. La nau central té volta de llunetes sobe cornisa seguida i recolzada sobre pilastres. A les naus laterals les voltes són de llunetes sobre pilastres amb arcs de mig punt. Té tres capelles. El cor té arc rebaixat i volta de llunetes. La balustrada és senzilla.
El fragment del temple romànic conservat és un pany de paret de 12 m de llargària per 8 d'alçària, amb dues finestres de doble esqueixada. L'aparell és irregular, i no manté, com altres esglésies romàniques, una perfecta horitzontalitat de les filades de l'obra. El tram romànic apareix actualment rejuntat i en alguns fragments, refet.

### Façana

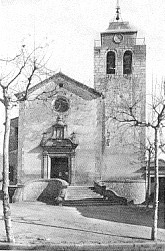
L'església el 1912, amb l'escala dissenyada per Raspall

Al portal dues pilastres sostenen un arquitrau. El fris és decorat amb motius florals i una cornisa senzilla. El cos superior té una fornícula coronada amb una bola que encabeix les escultures de Sant Genís de Roma i de Sant Genís d'Arle. Més amunt hi ha un ull de bou que proporciona il·luminació al cor. El 1943 es decorà l'absis amb unes pintures murals, amb les imatges sobreposades dels patrons de la parròquia. Davant de la façana va estar situat el cementiri fins que va ser traslladat al seu enclavament actual el 1902. Llavors l'arquitecte Manuel Raspall hi construí una escalinata modernista que va ser modificada en unes obres de reforma juntament amb el campanar el 1955.

### Campanar
El campanar ha estat reconstruït i s'aixeca al costat sud-est de la façana principal. . És quadrat, i el cos per a les campanes té uns buits amb arcs de mig punt i uns altres al damunt quadrats. La construcció s'inicià versemblantment l'any 1691, quan acabaren les obres del nou temple. Aleshores era rector de la parròquia Mossèn Jaume Quintana. Presenta una àmplia planta quadricular amb aspecte de gran solidesa. Més endavant es considerà que el campanar no era prou reeixit i que calia fer-lo més alt per aconseguir proporcions més adients. Coronava la torre una altra planta quadrada més reduïda que la del campanar, coberta per una piràmide truncada on s'allotjava la maquinària del rellotge i el suport metàl·lic de les campanes.
Aquesta reforma, però, durà ben poc, atès que una nova modificació tant de forma com d'alçada es portà a terme l'any 1955, en ocasió d'una nova remodelació de l'església i de la rectoria. Se substituí la cúspide de la torre per una teulada piramidal. L'alçada s'incrementà construint tres obertures quadrades a cada cara de la torre per sobre dels finestrals de campanes. El 1956 se celebrà la inauguració de les obres amb l'assistència del bisbe de Barcelona Gregorio Modrego, que presidí la benedicció de les vuit campanes noves.
Amb motiu de la celebració del milcentenari de la fundació, l'any 2006 s'instal·là un sistema automàtic de campaneria, i així s'ha acabat la generació de bons campaners. Sic transit gloria mundi.

### Baptisteri
El baptisteri és una peça en forma de petita capella situada al lateral nord del temple, que es construí vers l'any 1952. En el seu interior hi ha una pica baptismal de pedra treballada, en ús des del segle xvi. En el recinte també es pot veure una pintura de notable valor artístic que escenifica Sant Joan Baptista batejant Jesús de Natzaret envoltat d'àngels. És d'estil italianitzant, probablement del segle xvi, amb un marc també de l'època.